# ترتة سبع حجب
تُرتة سبع حجب أو تُرتة الحجب السبعة (بالإيطالية: Torta setteveli)‏ كعكة ذات سبع طبقات. تقدم في أعياد الميلاد وتحوي الشكلاطة والبندق.
تتكون هذه الكعكة من قاعدة من كعكة إسفنجية (بدون دقيق) من لوز بولية وموس البندق البِيمُنتي وشكلاط مدغشقر وقاعدة غندوجة مقرمشة مع الحبوب.